# كارل لاوترباخ
كارل فيلهلم لاوترباخ (بالألمانية: Karl Wilhelm Lauterbach) (تُلفظ بالألمانية: [kaʁl ˈlaʊ̯tɐˌbax]  ( سماع)؛ ولد في 21 فبراير 1963 في دورن)، هو عالم وطبيب وسياسي ألماني ينتمي للحزب الديمقراطي الاجتماعي (SPD). يشغل منذ 8 ديسمبر 2021 منصب وزير الصحة في حكومة شولتس، كما أنه أستاذ في اقتصاديات الصحة وعلم الأوبئة في جامعة كولونيا (في إجازة منذ 2005). نائب في البوندستاغ منذ الانتخابات الاتحادية عام 2005. خلال جائحة فيروس كورونا، أصبح اسمه معروفًا في ألمانيا من خلال ظهوره المتكرر ضيفاً خبيراً في البرامج الحوارية التلفزيونية، إلى جانب استخدامه المتكرر لتويتر لتقديم شروحات حول الوباء. طوال فترة الوباء أثبتت تنبؤاته بشأن انتشار الفيروس ومختلف الإجراءات القاسية المطلوبة لمكافحة انتشار الفيروس أنها كانت صائبة.

## وصلات خارجية
- كارل لاوترباخ على موقع IMDb (الإنجليزية)
- كارل لاوترباخ على موقع مونزينجر (الألمانية)
- كارل لاوترباخ على موقع ميوزك برينز (الإنجليزية)
- كارل لاوترباخ على موقع ديسكوغز (الإنجليزية)
- كارل لاوترباخ على موقع قاعدة بيانات الفيلم (الإنجليزية)
- الموقع الرسمي